# Andrzej Gołota
Andrzej Jan Gołota, w trakcie kariery zawodowej Andrew Golota (ur. 5 stycznia 1968 w Warszawie) – polski pięściarz, brązowy medalista olimpijski z Seulu i mistrzostw Europy z Aten, zawodowy mistrz Ameryki Północnej federacji IBF, czterokrotny mistrz Polski w wadze ciężkiej. Jeden z największych polskich zawodników wszech czasów pound for pound według rankingu BoxRec.

## Kariera amatorska
Startował w barwach Legii Warszawa, był czterokrotnym mistrzem Polski (1986–1990). Jego trenerami byli kolejno Tadeusz Branicki, Janusz Gortat i Czesław Ptak.
Zdobywał medale na imprezach międzynarodowych. W 1985 został wicemistrzem świata juniorów (przegrał w finale z Kubańczykiem Félixem Savónem). We wrześniu 1986 w Kopenhadze został mistrzem Europy juniorów w wadze ciężkiej, pokonując 4:1 reprezentanta ZSRR, Nikołaja Seturi.

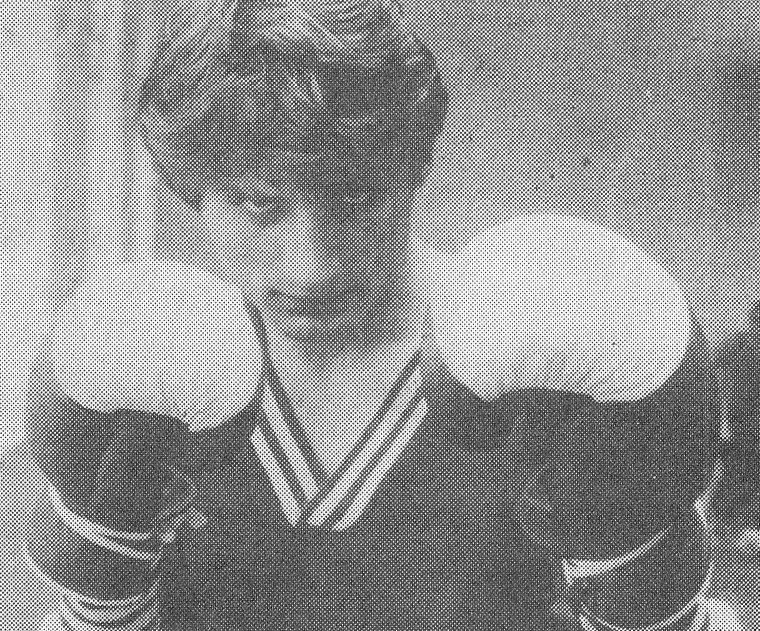
Gołota na początku lat 80.

W 1988 odniósł największy sukces w karierze amatorskiej: zdobył brązowy medal na Igrzyskach Olimpijskich w Seulu, przegrywając przez RSC (nokaut) w walce półfinałowej z Koreańczykiem Baekiem Hyun-manem. Wcześniej stoczył wygrane walki ze Swilenem Rusinowem z Bułgarii i Haroldem Obungą z Kenii, obu pokonując wynikiem 5:0.
Reprezentował Polskę na mistrzostwach Europy (Turyn 1987, ćwierćfinał i Ateny 1989, brązowy medal) i świata (Moskwa 1989, ćwierćfinał). Jako amator stoczył 114 walk (99 wygrał, 2 zremisował i 13 przegrał).

## Kariera zawodowa
Zawodową karierę rozpoczął 7 lutego 1992 w Milwaukee, pokonując Roosevelta Shulera. Do końca 1992 stoczył siedem zwycięskich walk.
16 maja 1995 w Atlantic City pokonał Samsona Poʻuhę z Tonga (nokaut w piątej rundzie). 15 marca 1996 Gołota pokonał przez techniczny nokaut Amerykanina Danella Nicholsona. Kolejnym rywalem Gołoty miał być Riddick Bowe, w tej sytuacji promotorzy przeciwstawili byłemu mistrzowi świata pogromcę jego niedoszłego przeciwnika. Walka w nowojorskiej Madison Square Garden (11 lipca 1996) zakończyła się dyskwalifikacją Gołoty za ciosy poniżej pasa. Zdarzeniu towarzyszyła bijatyka wokół ringu, w szpitalu znaleźli się m.in. menedżer Gołoty Lou Duva, a także sam Gołota, uderzony w głowę radiotelefonem. Ciosy poniżej pasa potwierdziły opinię o Gołocie jako o bokserze często faulującym, ale walka z Bowe'em przyniosła mu także wiele pozytywnych opinii. Prowadził z nim wyrównany pojedynek, przez długi czas prowadząc na punkty. Zyskany rozgłos wykorzystano do zorganizowania walki rewanżowej, która odbyła się 14 grudnia 1996 w Atlantic City. Ponownie pojedynek zakończył się dyskwalifikacją Gołoty za nieczyste ciosy, ale Polak był jeszcze bliższy zwycięstwa niż w pierwszym pojedynku. Riddick Bowe w drugiej walce z Andrzejem Gołotą po raz drugi i trzeci w karierze leżał na deskach. W chwili dyskwalifikacji Polak prowadził na punkty u wszystkich sędziów.
Pomimo dwóch kolejnych porażek, w następnej walce stanął przed pierwszą w karierze szansą zdobycia tytułu mistrza świata w wadze ciężkiej organizacji WBC. 4 października 1997 w Atlantic City, w pojedynku z Brytyjczykiem Lennoxem Lewisem, został znokautowany już w pierwszej rundzie. Po tej porażce zwyciężył w sześciu następnych walkach, m.in. z byłym mistrzem świata WBC i WBA, Timem Witherspoonem. Pojedynek ten odbył się 2 października 1998 w Hali Ludowej we Wrocławiu i był pierwszą zawodową walką Gołoty w Polsce. Walka ta była transmitowana przez telewizję Polsat i przyniosła wysoką oglądalność – prawie 12,5 miliona widzów. Walka otworzyła Gołocie możliwość pojedynku eliminacyjnego WBC z Michaelem Grantem. 20 listopada 1999 w Atlantic City był bliski pokonania Granta, w pierwszej rundzie dwukrotnie kładąc rywala na deski i prowadząc przez większość walki na punkty, jednak w 10. rundzie (pojedynek był zakontraktowany na 12 rund) zaliczył nokdaun i odmówił kontynuowania walki.
20 października 2000 w Detroit zmierzył się z Mikiem Tysonem. Już w pierwszej rundzie Polak był liczony, a w przerwie między drugą i trzecią rundą odmówił kontynuowania walki, zszedł z ringu i udał się do szatni. W 2001 wprawdzie komisja boksu stanu Michigan uznała walkę za nieodbytą (wykryto niedozwolone substancje w organizmie Tysona), jednak kariera Gołoty wydawała się ostatecznie zakończona. Po tej walce Gołota miał trzyletnią przerwę w boksowaniu.
Od 2003 stoczył kilka zwycięskich walk. 27 kwietnia 2004, w walce z Chrisem Byrdem, dostał drugą szansę walki o pas mistrzowski, tym razem organizacji IBF; pojedynek zakończył się remisem. 13 listopada 2004 stoczył walki o pas mistrza świata organizacji WBA, jednak przegrał na punkty z Johnem Ruizem po kontrowersyjnym werdykcie (111:114, 111:114, 112:113) przy stosunku celnych ciosów 141-103 na korzyść Gołoty i nokdaunie Ruiza w drugiej rundzie.
22 maja 2005 podczas gali w hali United Center w Chicago został znokautowany w 53. sekundzie walki przez Lamona Brewstera w swojej czwartej walce o tytuł mistrza świata federacji WBO. Po tej walce miał dwuletnią przerwę w boksowaniu.

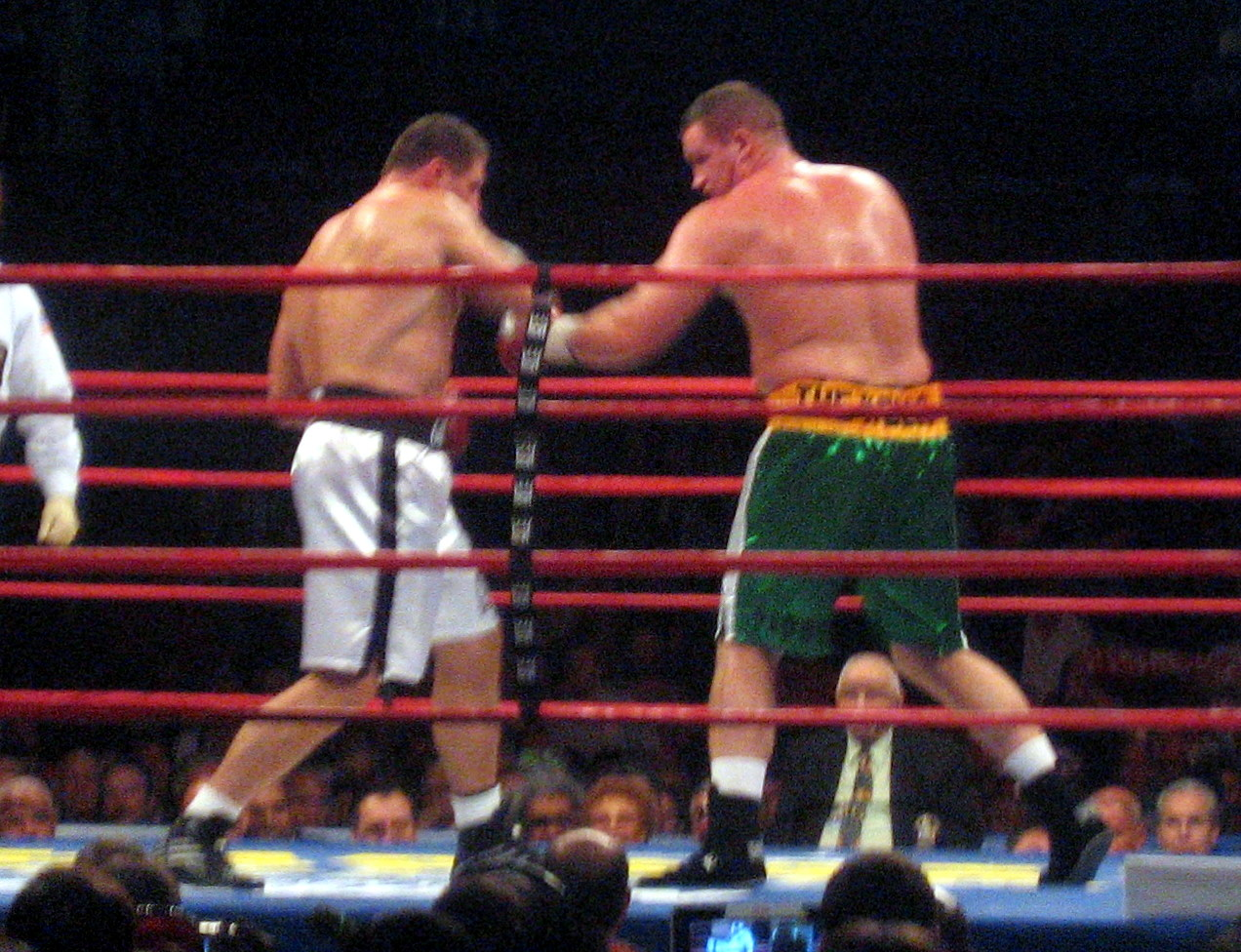
Gołota podczas walki z Kevinem McBride’em (2007)

Na ring powrócił 9 czerwca 2007, pokonując w Katowicach Amerykanina Jeremiego Batesa w drugiej rundzie przez techniczny nokaut. W kolejnej walce, 6 października 2007 w hali Madison Square Garden w Nowym Jorku, pokonał Irlandczyka Kevina McBride'a w szóstej rundzie, także przez techniczny nokaut, zdobywając tytuł mistrza Ameryki Północnej federacji IBF. 19 stycznia 2008 w Madison Square Garden zwyciężył jednogłośną decyzją sędziów na punkty z Mikiem Mollo, zdobywając pas mistrza Ameryki Łacińskiej – WBA Fedelatin wagi ciężkiej. 7 listopada 2008 w Chengdu zmierzył się z Rayem Austinem o pas WBC USNBC. Przegrał przez techniczny nokaut po pierwszej rundzie – w trzeciej sekundzie pojedynku zaliczył nokdaun, a 40 sekund później doznał kontuzji lewego ramienia, wskutek czego musiał zrezygnować z dalszej walki.
24 października 2009 podczas gali Polsat Boxing Night, której stawką był pas IBF International, w łódzkiej hali Atlas przegrał z Tomaszem Adamkiem przez TKO w piątej rundzie. 3 listopada 2012 w łódzkiej Atlas Arenie miał zawalczyć na zasadach wrestlingu z Riddickiem Bowe'em, ale walkę odwołano.
23 lutego 2013 w Gdańsku, w Ergo Arenie przegrał w szóstej rundzie przez nokaut z Przemysławem Saletą. 25 października 2014 w Częstochowie zmierzył się w pożegnalnej walce pokazowej z Danellem Nicholsonem.
14 grudnia 2017 na konferencji prasowej w Zdunach ogłoszono powstanie Krotoszyńskiego Klubu Bokserskiego im. Andrzeja Gołoty, powstałego m.in. dzięki tygodnikowi „Życie Krotoszyna”. Inauguracja klubu odbyła się 7 listopada 2018 w Krotoszynie, podczas wielkiego treningu, w którym udział wziął m.in. sam Gołota.

## Lista walk zawodowych
| Statystyka stoczonych walk zawodowych |
| --- |
| Zwycięstw: 41 (KO – nokautów: 33, walk zakończonych na punkty: 8) Przegranych: 9 (KO – nokautów: 6, walk zakończonych na punkty: 1, dyskwalifikacji: 2) Remisów: 1 |

| Wynik      | Rekord | Przeciwnik                        | Rozstrzygnięcie | Runda        | Data                 | Miejsce                               | Uwagi |
| ---------- | ------ | --------------------------------- | --------------- | ------------ | -------------------- | ------------------------------------- | --- |
| Przegrana  | 41-9-1 | Przemysław Saleta (43-7, 20 KO)   | KO              | 6 (10) 2:49  | 23 lutego 2013       | Ergo Arena, Gdańsk                    | |
| Przegrana  | 41-8-1 | Tomasz Adamek (38-1, 25 KO)       | TKO             | 5 (12), 1:20 | 24 października 2009 | Atlas Arena, Łódź                     | Walka o pas IBF International. |
| Przegrana  | 41-7-1 | Ray Austin (25-4-4, 17 KO)        | TD              | 1 (12) 3:00  | 7 listopada 2008     | Sichuan Gymnasium, Chengdu            | Walka o pas WBC–USNBC. |
| Zwycięstwo | 41-6-1 | Mike Mollo (19-1, 12 KO)          | UD              | 12           | 19 stycznia 2008     | Madison Square Garden, Nowy Jork      | Zdobył pas WBA Fedelatin. |
| Zwycięstwo | 40-6-1 | Kevin McBride (34-5-1, 29 KO)     | TKO             | 6 (12), 2:42 | 6 października 2007  | Madison Square Garden, Nowy Jork      | Zdobył pas IBF North American. |
| Zwycięstwo | 39-6-1 | Jeremy Bates (21-13-1, 18 KO)     | TKO             | 2 (10) 2:59  | 9 czerwca 2007       | Spodek, Katowice                      | |
| Przegrana  | 38-6-1 | Lamon Brewster (31-2, 27 KO)      | TKO             | 1 (12), 0:52 | 21 maja 2005         | United Center, Chicago                | Walka o mistrzostwo świata WBO. |
| Przegrana  | 38-5-1 | John Ruiz (40-5-1, 27 KO)         | UD              | 12           | 13 listopada 2004    | Madison Square Garden, Nowy Jork      | Walka o mistrzostwo świata WBA. |
| Remis      | 38-4-1 | Chris Byrd (37-2, 20 KO)          | SD              | 12           | 17 kwietnia 2004     | Madison Square Garden, Nowy Jork      | Walka o mistrzostwo świata IBF. |
| Zwycięstwo | 38-4   | Terrence Lewis (32-13-1, 22 KO)   | TKO             | 6 (10) 1:25  | 14 listopada 2003    | Turning Stone Resort Casino, Verona   | |
| Zwycięstwo | 37-4   | Brian Nix (18-10, 3 KO)           | TKO             | 7 (10) 2:43  | 14 sierpnia 2003     | Dover Downs, Dover                    | |
| NC         | 36-4   | Mike Tyson (48-3, 42 KO)          | NC              | 2 (10)       | 20 października 2000 | The Palace, Auburn Hills              | Walka nierozstrzygnięta. Początkowo Gołota przegrał przez RTD, ale później walka została uznana za NC, ponieważ Tyson był w jej trakcie pod wpływem marihuany. |
| Zwycięstwo | 36-4   | Orlin Norris (50-5, 21 KO)        | UD              | 10           | 16 czerwca 2000      | Mandalay Bay Events Center, Paradise  | |
| Zwycięstwo | 35-4   | Marcus Rhode (24-16, 24 KO)       | TKO             | 3 (10), 2:19 | 22 kwietnia 2000     | Tianhe Stadium, Kanton                | |
| Przegrana  | 34-4   | Michael Grant (30-0, 19 KO)       | TKO             | 10 (12) 1:31 | 20 listopada 1999    | Etess Arena, Atlantic City            | Walka o mistrzostwo świata NABF. |
| Zwycięstwo | 34-3   | Quinn Navarre (24-6-1, 16 KO)     | TKO             | 6 (10)       | 26 czerwca 1999      | Hala Stulecia, Wrocław                | |
| Zwycięstwo | 33-3   | Jesse Ferguson (26-17, 16 KO)     | UD              | 10           | 30 stycznia 1999     | Convention Hall, Atlantic City        | |
| Zwycięstwo | 32-3   | Tim Witherspoon (46-7, 29 KO)     | UD              | 10           | 2 października 1998  | Hala Stulecia, Wrocław                | |
| Zwycięstwo | 31-3   | Corey Sanders (16-5, 9 KO)        | UD              | 10           | 21 lipca 1998        | Etess Arena, Atlantic City            | |
| Zwycięstwo | 30-3   | Jack Basting (21-12, 6 KO)        | TKO             | 3 (10)       | 8 maja 1998          | Trump Marina, Atlantic City           | |
| Zwycięstwo | 29-3   | Eli Dixon (19-3-1, 13 KO)         | KO              | 6 (10)       | 14 kwietnia 1998     | Foxwoods Casino, Ledyard              | |
| Przegrana  | 28-3   | Lennox Lewis (31-1, 25 KO)        | KO              | 1 (12) 1:35  | 4 października 1997  | Convention Hall, Atlantic City        | Walka o mistrzostwo świata WBC. |
| Przegrana  | 28-2   | Riddick Bowe (39-1, 29 KO)        | DQ              | 9 (10), 2:58 | 14 grudnia 1996      | Convention Hall, Atlantic City        | Dyskwalifikacja za powtarzające się ciosy poniżej pasa. |
| Przegrana  | 28-1   | Riddick Bowe (38-1, 29 KO)        | DQ              | 7 (12)       | 11 lipca 1996        | Madison Square Garden, Nowy Jork      | Dyskwalifikacja za powtarzające się ciosy poniżej pasa. |
| Zwycięstwo | 28-0   | Danell Nicholson (24-1, 17 KO)    | TD              | 8 (10), 3:00 | 15 marca 1996        | Convention Hall, Atlantic City        | |
| Zwycięstwo | 27-0   | Charles Hostetter (16-9, 8 KO)    | TKO             | 2 (10)       | 30 stycznia 1996     | Medieval Times, Lyndhurst             | |
| Zwycięstwo | 26-0   | Jason Waller (20-9-2, 15 KO)      | TKO             | 2 (10)       | 18 listopada 1995    | Convention Hall, Atlantic City        | |
| Zwycięstwo | 25-0   | West Turner (17-8, 15 KO)         | TKO             | 1 (8) 0:39   | 26 sierpnia 1995     | Convention Hall, Atlantic City        | |
| Zwycięstwo | 24-0   | Samson Poʻuha (15-1, 15 KO)       | TKO             | 5 (10), 2:44 | 16 maja 1995         | Resorts Hotel & Casino, Atlantic City | |
| Zwycięstwo | 23-0   | Marion Wilson (7-14-3, 3 KO)      | UD              | 10           | 11 kwietnia 1995     | Bismarck Hotel, Chicago               | |
| Zwycięstwo | 22-0   | Dwayne Hall (4-10, 3 KO)          | TKO             | 1 (8)        | 26 stycznia 1995     | Rosemont                              | |
| Zwycięstwo | 21-0   | Darren Hayden (13-1-1, 7 KO)      | TD              | 7 (10)       | 1 listopada 1994     | MGM Grand Garden Arena, Paradise      | |
| Zwycięstwo | 20-0   | Jeff Lampkin (38-17-1, 33 KO)     | TD              | 1 (10), 3:00 | 13 sierpnia 1994     | The Aladdin, Paradise                 | |
| Zwycięstwo | 19-0   | Jesse Shelby (21-13-1, 18 KO)     | TKO             | 2 (8)        | 18 czerwca 1994      | Bismarck Hotel, Chicago               | |
| Zwycięstwo | 18-0   | Terry Davis (30-3-2, 22 KO)       | TKO             | 1 (10), 1:51 | 6 maja 1994          | Convention Hall, Atlantic City        | |
| Zwycięstwo | 17-0   | Larry Davis (8-11, 6 KO)          | KO              | 1 (8)        | 16 marca 1994        | Bismarck Hotel, Chicago               | |
| Zwycięstwo | 16-0   | Donnell Wingfield (21-6-1, 10 KO) | TKO             | 1 (8)        | 14 stycznia 1994     | Carmel High School, Mundelein         | |
| Zwycięstwo | 15-0   | Calvin Jones (15-7, 9 KO)         | TKO             | 2 (6)        | 23 listopada 1993    | Hyatt Regency O’Hare, Rosemont        | |
| Zwycięstwo | 14-0   | Andre Smith (13-3, 8 KO)          | KO              | 1 (8), 2:59  | 4 września 1993      | The Aladdin, Paradise                 | |
| Zwycięstwo | 13-0   | Marion Wilson (6-6-2, 3 KO)       | PTS             | 8            | 10 lipca 1993        | Fernwood Resort, Bushkill             | |
| Zwycięstwo | 12-0   | Carlton West (9-20, 4 KO)         | TKO             | 2 (8)        | 22 czerwca 1993      | Trump Taj Mahal, Atlantic City        | |
| Zwycięstwo | 11-0   | Kevin P. Porter (14-10-2, 8 KO)   | KO              | 3 (8)        | 15 maja 1993         | Eagles Auditorium, Milwaukee          | |
| Zwycięstwo | 10-0   | Bobby Crabtree (46-25-1, 43 KO)   | TKO             | 2 (10), 1:14 | 26 marca 1993        | Union Hall, Countryside               | |
| Zwycięstwo | 9-0    | Andre Crowder (6-21-2, 2 KO)      | TKO             | 1 (6)        | 5 lutego 1993        | Eagles Auditorium, Milwaukee          | |
| Zwycięstwo | 8-0    | Eddie Taylor (31-16-1, 17 KO)     | TKO             | 1 (8), 2:49  | 5 grudnia 1992       | Expo Center, Dolton                   | |
| Zwycięstwo | 7-0    | Aaron Brown (18-32-2, 8 KO)       | TKO             | 2 (6)        | 3 października 1992  | St. Andrews Gym, Chicago              | |
| Zwycięstwo | 6-0    | James Holley (3-26, 1 KO)         | KO              | 1 (6)        | 28 sierpnia 1992     | Union Hall, Countryside               | |
| Zwycięstwo | 5-0    | Robert Smith (2-3-2, 2 KO)        | PTS             | 6            | 24 lipca 1992        | Union Hall, Countryside               | |
| Zwycięstwo | 4-0    | Joey Christjohn (12-12-3, 7 KO)   | TKO             | 1 (6)        | 20 czerwca 1992      | St. Andrews Gym, Chicago              | |
| Zwycięstwo | 3-0    | Charles Presswood (0-5, 0 KO)     | KO              | 1 (4)        | 27 marca 1992        | Union Hall, Countryside               | |
| Zwycięstwo | 2-0    | Joe Jones (debiutant)             | KO              | 1 (4), 2:13  | 28 lutego 1992       | Union Hall, Countryside               | |
| Zwycięstwo | 1-0    | Roosevelt Shuler (debiutant)      | TKO             | 3 (4)        | 7 lutego 1992        | United Community Center, Milwaukee    | debiut zawodowy |

TKO – techniczny nokaut, KO – nokaut, UD – jednogłośna decyzja, SD- niejednogłośna decyzja, MD – decyzja większości, PTS – walka zakończona na punkty, TD – decyzja techniczna, DQ – dyskwalifikacja, NC – nie rozstrzygnięta

## Procesy sądowe
Według zeznań świadka koronnego Jarosława Sokołowskiego, ps. „Masa” Gołota był członkiem grupy przestępczej Andrzeja Kolikowskiego, ps. „Pershing”, ściągającej haracze. Prokuratura nie potwierdziła tej kwestii i nie wszczęła postępowania przeciw bokserowi. W maju 1990 Gołota pobił we Włocławku gości jednego z lokali, a następnie wyjechał do Stanów Zjednoczonych. Do Polski powrócił sześć lat później, otrzymując list żelazny. Za pobicie został skazany na karę roku pozbawiania wolności z warunkowym zawieszeniem jej wykonania na trzyletni okres próby.
Gołota utrzymywał kontakt z liderem gangu pruszkowskiego Andrzejem Kolikowskim, ps. „Pershing”, który jako kibic uczestniczył w walkach boksera w Stanach Zjednoczonych, m.in. w pojedynku z Michaelem Grantem w 1999. W wywiadzie prasowym udzielonym w 2004 Gołota stwierdził: „byliśmy kolegami, to prawda”.
W 2002 Gołotę ścigano listem gończym w USA za niestawienie się w sądzie w związku z oskarżeniem o podawanie się za policjanta. W październiku tegoż roku oskarżono go w Polsce o ponowne wdanie się w bijatykę w hotelu w Sopocie, w związku z czym w marcu 2003 został zatrzymany, postawiono mu zarzuty i wypuszczono za kaucją 30 tys. zł. Dwa miesiące później, po niestawieniu się przezeń na jedną z rozpraw, sąd wydał w lipcu postanowienie o jego aresztowaniu, ale wkrótce – po przedstawieniu przez jego obrońców dowodów na to, że pięściarz w tym czasie przechodził rehabilitację – wycofał to postanowienie. We wrześniu 2004 prokuratura odstąpiła od dalszego prowadzenia z urzędu sprawy pobicia w Sopocie, a poszkodowany zrezygnował z wniesienia przeciw Gołocie oskarżenia prywatnego. Sprawę ostatecznie umorzono.

## Życie prywatne
W 1990 poślubił Mariolę (z d. Babicz), z wykształcenia prawniczkę i licencjonowaną sędzię bokserską. Mają dwoje dzieci, Alexandrę (ur. 1991) i Andrzeja (ur. 1997). Mieszkają w Northbrook, niedaleko Chicago.

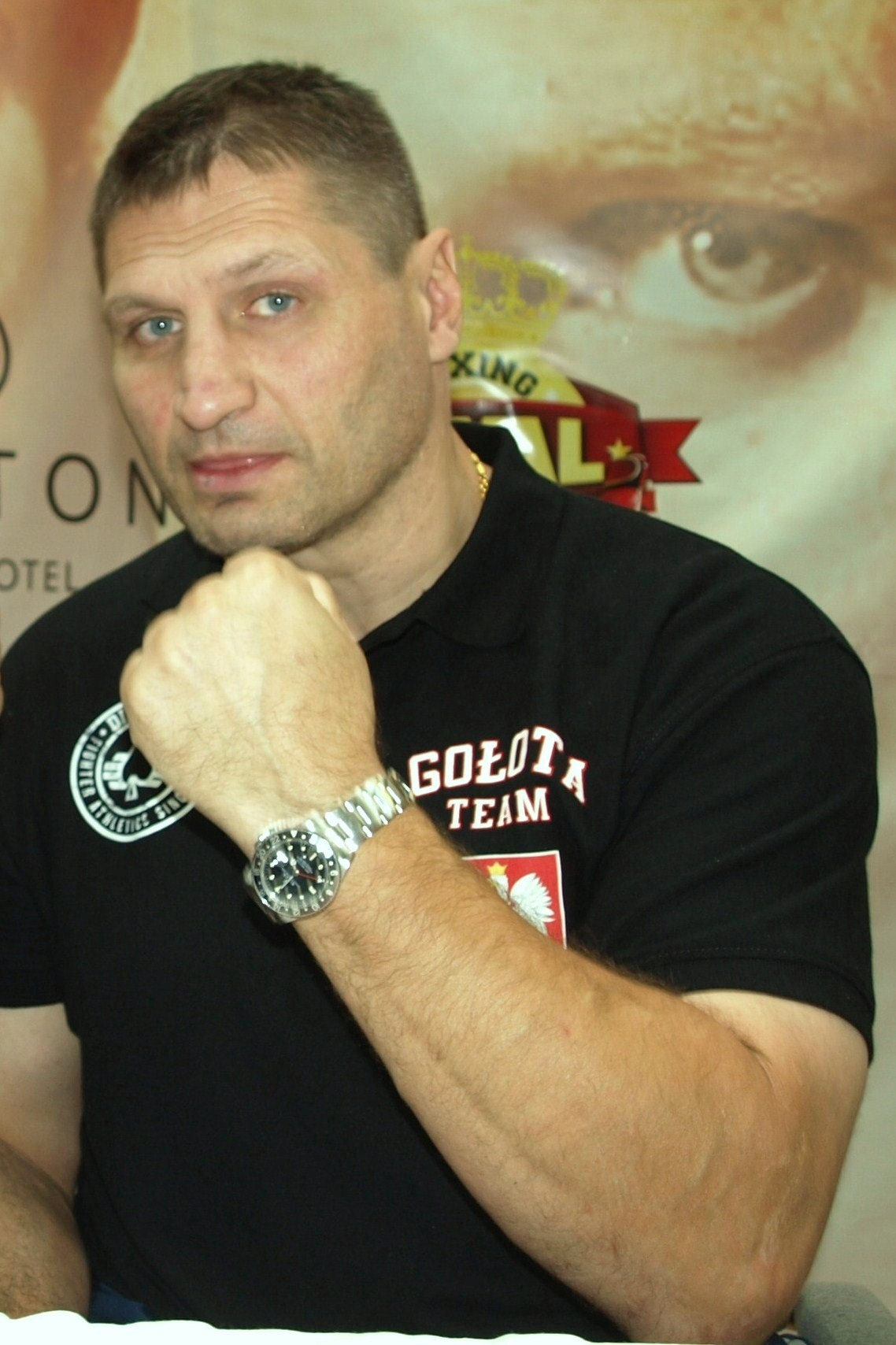
Andrzej Gołota (2014)

## Odniesienia w kulturze
- W 1998 na polskim rynku wydawniczym pojawiła się książka „Andrzej Gołota – Pierwsza autoryzowana biografia”, której autorami są: Stefan Bieńkowski, Przemysław Garczarczyk, Bogusław Kubisz i Krzysztof Rzeszot ISBN 83-86156-01-5.
- Do osoby Gołoty odnosił się tekst utworu zespołu Kazik na Żywo „Andrzej Gołota”, wydany na albumie pt. Las Maquinas de la Muerte (1999)[32][33][34].
- Grupa hip-hopowa Projekt Nasłuch stworzyła w 2011 utwór będący hołdem dla Gołoty[35].
- W 2016 Gołota został wprowadzony do Galerii Sław Boksu – Illinois Boxing Hall of Fame[36].

## Udział w programach telewizyjnych
- 2010: Taniec z gwiazdami (TVN) – uczestnik programu[37]
- 2010: Uwaga! – Kulisy Sławy: Miłość boksera i prawniczki (TVN) – bohater odcinka
- 2010: Szymon Majewski Show (TVN) – gość programu
- 2010: Taka miłość się nie zdarza. Mariola i Andrzej Gołotowie (TVN) – bohater reportażu dokumentalnego
- 2011: Dzień dobry TVN (TVN) – bohater reportażu pt. Z amerykańską wizytą u Gołotów
- 2013: Kulisy sportu (Polsat) – gość programu
- 2013: Andrzej Gołota. Prawdziwa historia (Polsat Sport) – bohater reportażu dokumentalnego
- 2013: Granice kariery (Polsat) – gość programu
- 2013: Tomasz Lis na żywo (TVP) – gość programu
- 2019: Agent – Gwiazdy (TVN) – uczestnik programu

## Reklama
Wystąpił w amerykańskiej reklamie zachęcającej do udziału w spisie powszechnym Census 2010.